# 뱅상 랭동
뱅상 랭동(Vincent Lindon, 1959년 7월 15일 ~ )은 프랑스의 배우이다. 《아버지의 초상》으로 2015년 칸 영화제 남자배우상을 수상하였다.

## 출연 작품
- 《유 콜 잇 러브》 (1988)
- 《웰컴》 (2009)
- 《어느 하녀의 일기》 (2015)
- 《어린 왕자》 (2015)
- 《아버지의 초상》 (2015) - 티에리 역
- 《백인의 기사》 (2015)
- 《로댕》 (2017)
- 《앳 워》 (2018) - 에릭 로랑 역
- 《애퍼리션》 (2018) - 자크 마야노 역
- 《카사노바의 라스트 러브》 (2019) - 카사노바 역
- 《티탄》 (2021) - 뱅상 역
- 《칼날의 양면》 (2022) - 장 역